# Carl Anton Ewald

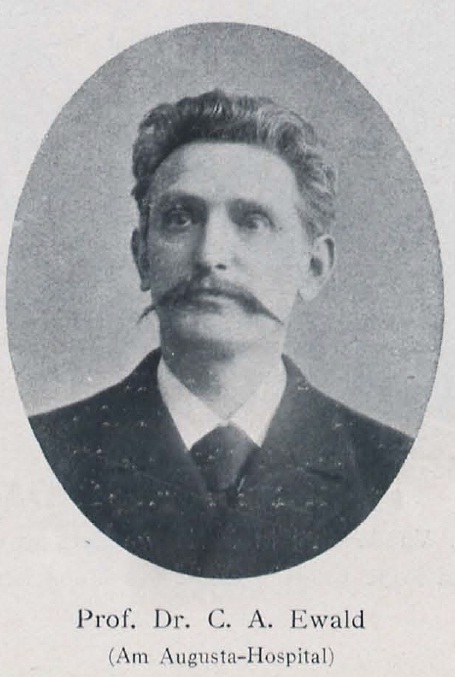
Carl Anton Ewald, 1901

Carl Anton Emil Ewald, auch Karl Anton Ewald (* 30. Oktober 1845 in Berlin; † 20. September 1915 in Berlin) war ein deutscher Internist.
Ewald wurde 1870 in Berlin zum Dr. med. promoviert. Anschließend war er Assistent beim  Internisten und Hepatologen Friedrich Theodor von Frerichs und habilitierte sich 1874. 1876 wurde er Direktor der Berliner Frauensiechenanstalt und 1882 zum außerordentlichen Professor ernannt. 1888 wurde er Leiter der Abteilung für Innere Medizin am Kaiserin-Augusta-Hospital in Berlin.
Seine Klinik der Verdauungskrankheiten wurde in englischer Übersetzung zum internationalen Standardwerk. Mit seinem Namen ist die Einführung des „weichen Magenschlauches“ 1875 (zeitgleich zu Leopold Oser (1839–1910) in Wien) und das Boas-Ewaldsche Probefrühstück verbunden.
Ewald war Mentor von Isidor Ismar Boas, dem Begründer der Gastroenterologie weltweit.
Gemeinsam mit Carl Posner redigierte er die Berliner Klinische Wochenschrift.
Seine Grabstätte befindet sich auf dem Südwestkirchhof Stahnsdorf.
Carl Anton Ewalds Bruder war der Physiologe Ernst Julius Richard Ewald.

## Schriften
- Die Lehre von der Verdauung. Einleitung in die Klinik der Verdauungskrankheiten: zwölf Vorlesungen, Berlin: Hirschwald, 1879
- Klinik der Verdauungskrankheiten, 3 Bände, Berlin 1879–1902.
- Die Ernährung des gesunden und kranken Menschen, Leipzig und Wien, 1887, 1905
- Handbuch der allgemeinen und speziellen Arzneiverordnungslehre: auf Grundlage der neuesten Pharmacopoeen. Hirschwald, Berlin 11. neu umgearb. u. vermehrte Aufl. 1887 Digitalisierte Ausgabe der Universitäts- und Landesbibliothek Düsseldorf
- Über die habituelle Obstipation und ihre Behandlung, Berlin 1897
- Deutsche Medicin im neunzehnten Jahrhundert, herausgegeben von C. A. Ewald und C. Posner, Berlin: Hirschwald, 1902
- Die Erkrankungen der Schilddrüse, Myxoedem und Kretinismus, 2. Aufl. Wien 1909
- Handbuch der allgemeinen und speziellen Arzneiverordnungslehre : auf Grundlage d. Deutschen Arzneibuches 5. Ausg. u. d. neuesten ausländ. Pharmakopöen, mit A. Heffter, mit e. Beitr. von Prof. Dr. E. Friedberger. 14, gänzl. umgearb. Aufl. Berlin: Hirschwald, 1911
  - 12. Aufl. Hirschwald, Berlin 1892 Digitalisierte Ausgabe der Universitäts- und Landesbibliothek Düsseldorf
- Die Leberkrankheiten, Leipzig 1913
- Über Altern und Sterben, Wien 1913
- Stoffwechsel und Diät von Gesunden und Kranken, Leipzig 1914
- Diät und Diätotherapie. Unter Mitarbeit von Dr. M. Klotz. Vierte, vollkommen neu bearbeitete Auflage von Ewald und weil. Munks “Ernährung des gesunden und kranken Menschen.” Berlin und Wien 1915
- Hygiene des Magens, des Darms, der Leber und der Niere im gesunden und kranken Zustande, von C. A. Ewald. Bearb. von Walter Wolf. 4., verb u. erw. Aufl. Stuttgart: Moritz, 1921
- Beiträge zu Albert Eulenburgs Real-Encyclopädie der gesammten Heilkunde. Erste Auflage.
  - Band 3 (1880) (Digitalisat), S. 299–306: Cirrhose der Leber
  - Band 4 (1880) (Digitalisat), S. 75–97: Diabetes mellitus; S. 265–278: Echinococcus-Krankheit
  - Band 5 (1881) (Digitalisat), S. 241–247: Fettleber; S. 459–465: Gallensteine; S. 465–478: Gallenwege; S. 651–661: Gelbsucht
  - Band 8 (1881) (Digitalisat), S. 166–176: Leberabscess; S. 183–193: Leberkrebs
  - Band 9 (1881) (Digitalisat), S. 76–86: Milz; S. 623–651: Nierenentzündung; S. 651–658: Nierengeschwülste
  - Band 11 (1882) (Digitalisat), S. 372–379: Recurrens
  - Band 15 (1883) (Digitalisat), S. 224–234 (Nachträge): Nierensteine